# John Bingham (homme politique)
Pour les articles homonymes, voir Bingham et John Bingham.
John Armor Bingham (21 janvier 1815 – 19 mars 1900) était un représentant républicain américain de l'État de l'Ohio, un juge-avocat général adjoint dans le procès des assassins d'Abraham Lincoln, et un procureur dans le procès de destitution du président américain Andrew Johnson. Il a également été le principal rédacteur du quatorzième amendement de la Constitution des États-Unis.

## Formation
John Bingham est né dans le comté de Mercer en Pennsylvanie. Après la mort de sa mère en 1827 et le remariage de son père Hugh, John Bingham a déménagé pour vivre chez son oncle, Thomas, pour fuir les conflits avec sa nouvelle belle-mère. L'adolescent a fait son apprentissage comme imprimeur pendant deux ans, aidant à publier le Luminary, un journal anti-maçonnique. Il retourne ensuite en Pennsylvanie pour étudier au Mercer College, après quoi il étudie le droit au Franklin College à New Athens, dans le comté de Harrison. Là, Bingham se lia d'amitié avec un ancien esclave Titus Basfield, qui est devenu le premier Afro-Américain à obtenir son diplôme universitaire dans l'Ohio. Ils ont continué à correspondre pendant de nombreuses années. 
Hugh et Thomas Bingham étaient tous deux abolitionnistes de longue date et actifs dans la politique locale. Ils se sont'ralliés au Parti anti-maçonnique, dirigé en Pennsylvanie par le gouverneur Joseph Ritner et le représentant de l'État Thaddeus Stevens. Hugh est devenu greffier à la cour du comté de Mercer et plus tard un candidat whig aux élections du comté, connu pour s'opposer à la guerre avec le Mexique. 
John épousa la fille de son oncle Thomas, Amanda, en 1844. Pendant 41 ans de mariage, ils ont élevé trois filles, dont deux ont survécu à leurs parents, mais une est morte au Japon.

## Carrière juridique
Après l'obtention de son diplôme, Bingham retourna à Mercer, en Pennsylvanie, et fut admis au barreau de Pennsylvanie le 25 mars 1840 puis au barreau de l'Ohio à la fin de l’année. Bingham s'installe ensuite à Cadiz, dans l'Ohio, pour commencer sa carrière juridique et politique. En Whig actif, il fait campagne pour le président William Henry Harrison. La pratique du jeune avocat s'étendit au comté de Tuscarawas, et son siège, New Philadelphia. En 1846, Bingham remporte sa première élection, comme procureur du comté de Tuscarawas, occupant la fonction de 1846 à 1849.

## Activités politiques
L'activité politique de Bingham se poursuivit malgré le déclin du parti Whig. Faisant campagne en tant que candidat du Parti d'opposition, il a été élu au Trente-quatrième Congrès, représentant le 21e district de l'État de l'Ohio. À Washington DC, il a côtoyé son collègue représentant de l'Ohio Joshua Giddings, un abolitionniste de premier plan admiré par Bingham. Les électeurs ont réélu Bingham pour 4 mandature consécutives en tant que républicain (mars 1855-mars 1863). Cependant, deux districts ayant été supprimé lors du redécoupage à la suite du recensement de 1860, Bingham se présenta dans ce qui devint le 16e district. Connu pour ses vues abolitionnistes, il a perdu face au candidat démocrate Joseph W. White. 
Pendant la guerre civile, Bingham a fortement soutenu l'Union devenant un républicain radical. Le président Abraham Lincoln le nomma juge avocat de l’armée de l'Union avec le grade de major. Le service d’avocat de Bingham était exceptionnel en ce sens qu’il était procureur ou examinateur d’appel dans trois procès militaires importants. Il supervisa les aspects critiques des procès du général Fitz-John Porter en 1863, du chirurgien général William Hammond en 1864 et du procès de la commission militaire des conspirateurs de l’assassinat de Lincoln en 1864. [8]
Bingham prend sa revanche sur White aux élections du Congrès de novembre 1864 récupère son siège de représentant le 4 Mars 1865.

### Assassinat de Lincoln

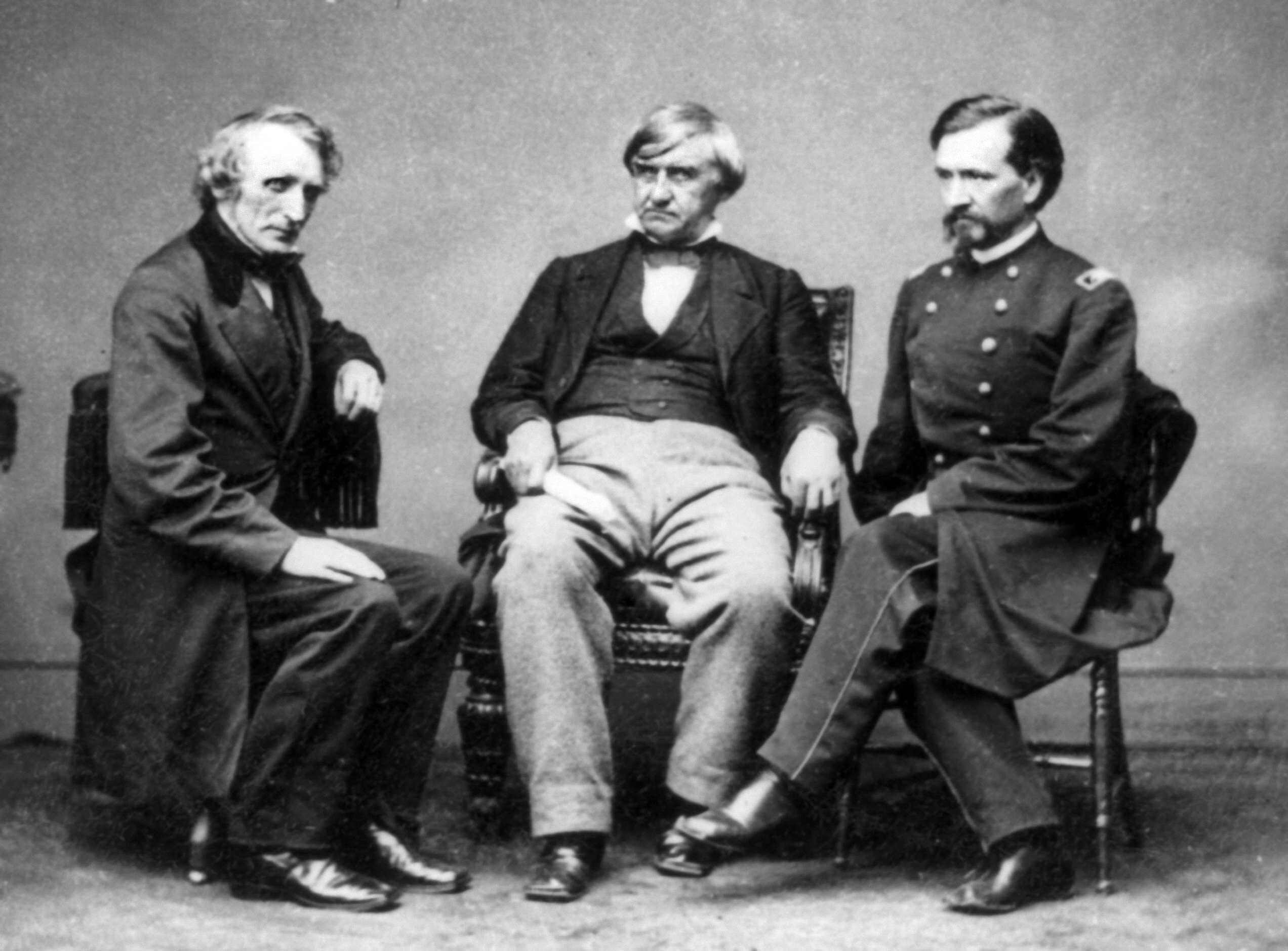
De gauche à droite : John Bingham, Joseph Holt et le colonel Henry Burnett (2e assesseur), les trois procureurs chargés du procès sur l'assassinat de Lincoln.

Le mois suivant, la capitale tomba dans le chaos dans la nuit du 14 avril 1865 lorsque John Wilkes Booth assassina le président Abraham Lincoln et qu'un comparse, Lewis Powell, blessa grièvement par le Secrétaire d'État William H. Seward. Lorsque le procès des conspirateurs impliqués dans l’assassinat fut prêt à commencer, le vieil ami de Bingham de Cadiz, Edwin Stanton, alors secrétaire à la guerre, l'a désigné pour servir comme juge-avocat général adjoint auprès de Joseph Holt, le juge-avocat général.
Le 29 juin 1865, huit personnes sont reconnus coupables de leur implication dans le complot visant à tuer le président dont quatre condamnés à mort.

### 14e amendement
En 1866, au cours du Trente-neuvième Congrès, Bingham est nommé à un sous-comité du Comité mixte sur la reconstruction chargé d'examiner les propositions de lois. En tant que membre du sous-comité, Bingham a présenté un amendement à la Constitution pour appliquer la Déclaration des droits. Le texte, qui a été acceptée par le Comité le 28 avril 1866, était rédigé comme suit : « Aucun État ne fera ou n'appliquera de lois qui restreindraient les privilèges ou les immunités des citoyens des États-Unis ; ne privera une personne de sa vie, de sa liberté ou de ses biens sans procédure légale régulière ; ni ne refusera à quiconque relevant de sa juridiction, l'égale protection des lois ». Le Comité a recommandé que cette version devienne l'article 1 du quatorzième amendement de la Constitution des États-Unis. Il a été introduit au printemps de 1866, passant voté ^par le Congrès en juin 1866.
À l'exception de l'ajout de la première phrase de l'article 1, qui définissait la citoyenneté, l'amendement a résisté au débat du Sénat sans changement. Le 14e amendement a été ratifié en 1868.
Bingham a poursuivi sa carrière en tant que représentant au Congrès de l'Ohio et a été réélu pour trois nouveaux mandats. Il fut président du Comité des revendications de 1867 à 1869 et membre du Comité de la magistrature de 1869 à 1873.
En 1868, Bingham a été l'un des assesseurs de la Chambre dans le procès en destitution du président américain Andrew Johnson. Bingham fut également impliqué dans le scandale du Crédit Mobilier et, en 1872, il perdit l'élection. 

### Ambassadeur au Japon
Le président Ulysses Grant le nomme alors ambassadeur des États-Unis au Japon, ce qui impliquait des responsabilités économiques. Bingham est parti avec sa femme et deux de ses trois filles au Japon. Bingham servit finalement plus longtemps que n'importe quel autre ambassadeur des États-Unis dans cette nation pendant plus de douze ans et sous quatre présidents républicains, du 31 mai 1873 au 2 juillet 1885.
Bingham en vint à apprécier la culture japonaise, mais il exprima aussi avec prémonition que l'aspiration à la domination militaire nuirait au développement du pays.
Bingham s'est distingué des autres diplomates occidentaux en luttant contre les traités inégaux imposés au Japon par la Grande-Bretagne, en particulier les dispositions relatives à l'extraterritorialité et au contrôle tarifaire par les Occidentaux. Il négocia une révision du traité avec le Japon  en 1879 qui rétablit une certaine autonomie tarifaire conditionnée à d'autres traités avec les Occidentaux.

## Fin de vie
Il est mort à Cadiz, dans l'Ohio le 19 mars 1900, neuf ans après sa femme Amanda. Il a été enterré à côté d'elle dans le vieux cimetière de Cadiz (Union) 
En 1901, le comté de Harrison a érigé à Cadiz une statue en bronze en son honneur.
Dans le comté de Mercer a la maison de John Bingham sert maintenant de siège républicain du comté.

## Source
- (en) Cet article est partiellement ou en totalité issu de l’article de Wikipédia en anglais intitulé « John Bingham » (voir la liste des auteurs).